# Konetontli acapulco
Espèce
Synonymes
- Vaejovis acapulco Armas & Martin-Frias, 2001

Konetontli acapulco est une espèce de scorpions de la famille des Vaejovidae.

## Distribution
Cette espèce est endémique du Guerrero au Mexique. Elle se rencontre vers Acapulco de Juárez et Zihuatanejo de Azueta.

## Description
Le mâle holotype mesure 24,85 mm, les mâles mesurent de 22,20 à 24,85 mm et les femelles de 27,30 à 27,95 mm.
Le mâle décrit par González-Santillán et Prendini en 2015 mesure 25,6 mm et la femelle 24,95 mm.

## Systématique et taxinomie
Cette espèce a été décrite sous le protonyme Vaejovis acapulco par Armas et Martin-Frias en 2001. Elle est placée dans le genre Konetontli par González Santillán et Prendini en 2013.

## Étymologie
Son nom d'espèce lui a été donné en référence au lieu de sa découverte, Acapulco.

## Publication originale
- Armas & Martin-Frias, 2001 : « Dos nuevos Vaejovis (Scorpiones: Vaejovidae) de Guerrero y Nayarit, México. » Solenodon, vol. 1, p. 8–16 (texte intégral).